# Sozialistische Jugend Deutschlands – Die Falken
Die Sozialistische Jugend Deutschlands – Die Falken (SJD – Die Falken) ist ein eigenständiger deutscher Kinder- und Jugendverband, der aus der sozialistischen Arbeiterjugendbewegung hervorgegangen ist, und versteht sich als linke Organisation, die sich in der politischen und pädagogischen Arbeit für die Verwirklichung des Sozialismus einsetzt.
Die Falken sind Mitglied in der Sozialistischen Jugendinternationale und als einziger deutscher Verband in der Internationalen Falkenbewegung.

## Geschichte

### Ursprünge

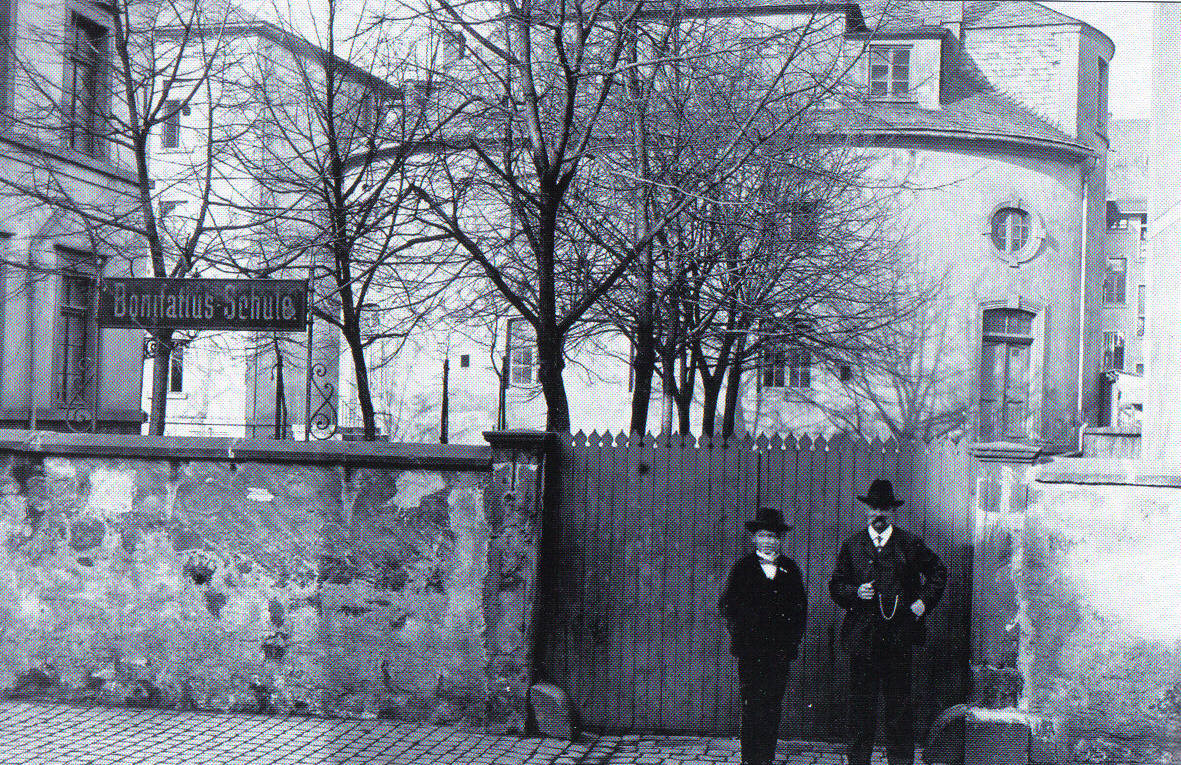
Frankfurt-Bockenheim, Hinterhaus Rödelheimer Straße 12. Derzeitige Nutzung durch die Falken, Unterbezirk Frankfurt.

Bereits 1904 wurden in Berlin und Mannheim erste Jugendvereine der Arbeiterbewegung gegründet. Direkte Vorläufer der Falken waren in der Zeit der Weimarer Republik die Sozialistische Arbeiterjugend (SAJ) (ab 29. Oktober 1922) und die Kinderfreunde Deutschlands (ab 13. November 1923). Die Bezeichnung Falken kam gegen Ende der 20er Jahre in den Gruppen der älteren Kinderfreunde auf. Aber auch die Jüngeren in der SAJ bezeichneten sich selbst als Rote Falken. Der Anstoß dazu kam aus Österreich. Die Falken waren damals eine der ersten Gruppen, die sich mit Kinder- und Jugendrechten auseinandersetzten und alternative Erziehungskonzepte (Kurt Löwenstein) diskutierten. Bekannt wurden die Falken damals unter anderem über die ersten Kinderrepubliken. Die erste Kinderrepublik fand 1927 auf Gut Seekamp in Kiel mit mehreren tausend Kindern statt.

### Zeit des Nationalsozialismus
Bereits 1930 wurden die Bezirksorganisationen der Reichsarbeitsgemeinschaft der Kinderfreunde in Bayern faktisch verboten. Die Gründe lagen z. B. in der gemeinsamen Erziehung von Jungen und Mädchen und in ihrer kritischen Haltung gegenüber schulischen Lehrmethoden. 1933 wurden die Falken reichsweit wie viele andere sozialdemokratische und antifaschistische Gruppen verboten. Viele Falken wurden ab 1933 von den Nationalsozialisten inhaftiert. Vereinzelt waren Kinderfreunde und SAJler im Widerstand tätig. Andere konnten ins Ausland flüchten.

### Neuanfang nach dem Zweiten Weltkrieg
Nach 1945 wurden die Falken als Organisation für Kinder und Jugendliche in Deutschland neu gegründet. Die erste Verbandskonferenz der Falken, Sozialistische Jugendbewegung Deutschlands fand am 6. und 7. April 1947 in Bad Homburg statt. Der von Erich Ollenhauer aus dem Exil zurückgeholte ehemalige SAJ-Funktionär Erich Lindstaedt und der frühere Kinderfreunde-Funktionär Hans Weinberger wurden zu gleichberechtigten Vorsitzenden des Verbandes gewählt.

#### Entwicklung in der SBZ und DDR
Anders als für das Gebiet von Groß-Berlin – für das die Alliierte Kommandantur 1947 den Falken und der Freien Deutschen Jugend Lizenzen erteilte – erhielten die Falken für die Sowjetische Besatzungszone von der SMAD keine Zulassung als Kinder- und Jugendverband. Sympathisanten des Verbandes wurden immer härter verfolgt. Dies gipfelte in Verschleppungen von Berliner Falken und der Erschießung des 15-jährigen Falken-Gruppenleiters Wolfgang Scheunemann am 9. September 1948 durch die Deutsche Volkspolizei. Am 17. Juni 1953 wurde der 19-jährige Gerhard Santura von Volkspolizisten auf West-Berliner Gebiet am Potsdamer Platz erschossen. Weitere Mitglieder der Falken verloren in der Haft ihr Leben (Dietrich Medenwald, Hans Leuendorf, Karl-Heinz Sperling), 60 Falken erhielten bis zu 25-jährige Haftstrafen, unter ihnen die Lehrlinge Günther Schlierf, Horst Glanck, Lothar Otter und Gerhard Sperling.
1951–1960 hielt unter Leitung von Jürgen Gerull das Referat Mitteldeutschland, das sich gemäß einem Grundsatz der Falken gegen die Wiederaufrüstung in Ost und West engagierte, mit 4.000 Jugendlichen in der DDR Kontakt. Ost-Berliner Falkengruppen trafen sich noch bis zum Mauerbau in West-Berlin.

#### Entwicklung in der Bundesrepublik Deutschland

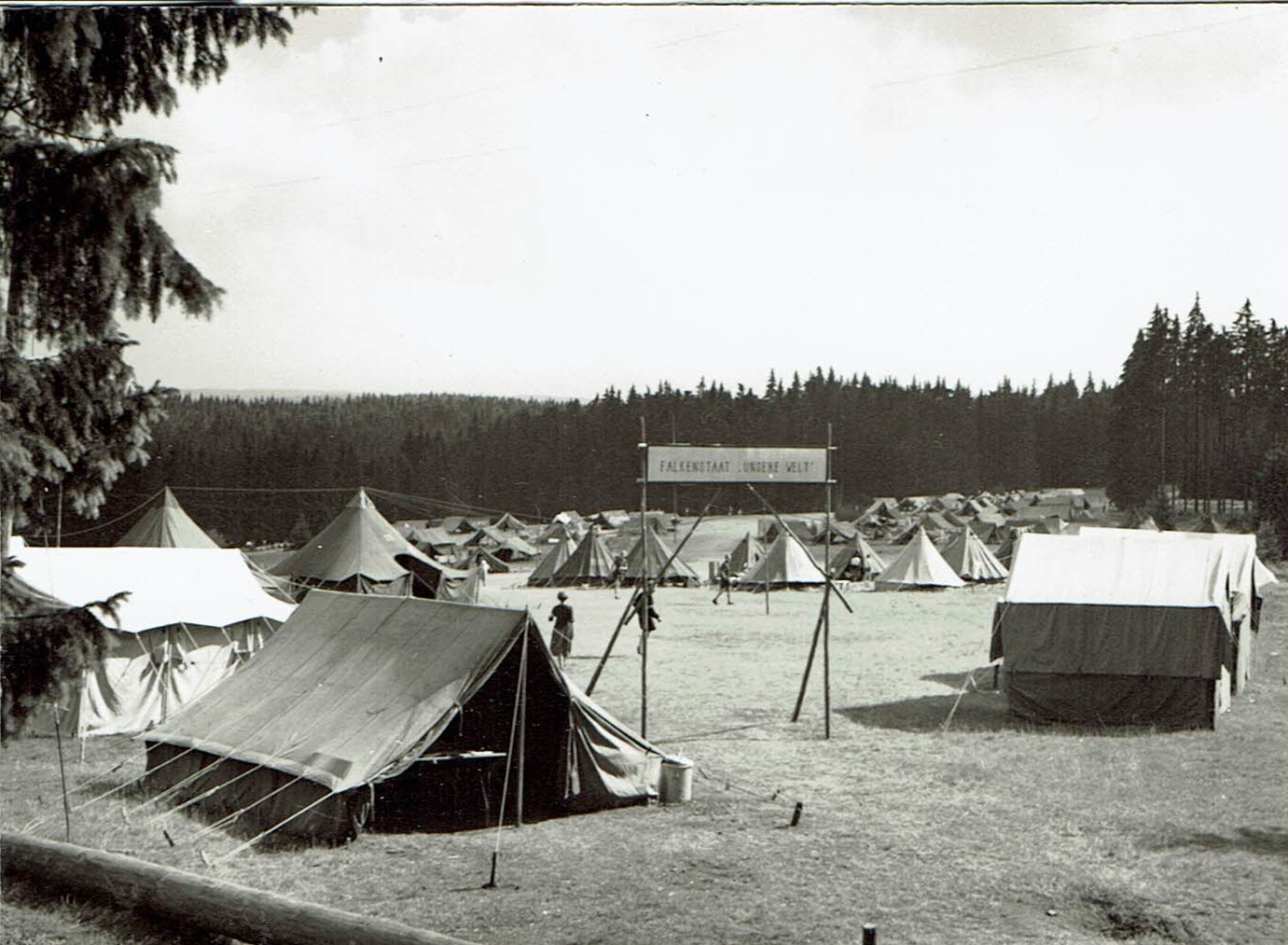
Falken-Zeltlager im Schwarzwald 1958

Die Falken standen zu Beginn der Bundesrepublik relativ treu an der Seite der SPD. Aber aus ihren Reihen kamen zu Beginn der 1950er Jahre auch Menschen, die sich gegen die Wiederbewaffnung organisierten und 1953 in Köln die Gruppe Kölner Wehrdienstverweigerer (GKW)  mitbegründeten, aus der 1958 der Verband der Kriegsdienstverweigerer hervorging. In den 1960er Jahren entwickelten die Falken im Zuge der Studentenbewegung ein kritischeres Verhältnis zur SPD, wobei sie teilweise dem SDS nahestanden. Auch Jugendaustausch und Kontakte in die Volksrepublik Jugoslawien seit den 1950er Jahren zeigten die Suche der Falken nach sozialistischen Alternativen – Jugoslawien war wegen seiner Arbeiterselbstverwaltung und des Bruchs mit dem Stalinismus von Interesse für Westlinke, auch wenn wie im Fall der Falken Kontakte nie ohne Reibung und Kritik abliefen. Die endgültige Wende zu einem linken, inhaltlich unabhängigeren Jugendverband vollzog sich mit der Wahl des späteren Kölner Bundestagsabgeordneten Konrad Gilges auf der Bundeskonferenz 1973 in Gelsenkirchen. Konflikte mit der SPD entstanden meist in Fällen, in denen die Falken klassische sozialdemokratische Positionen durch die SPD nicht mehr vertreten sahen. Beispiele sind die Notstandsgesetze und der Radikalenerlass.
Die Falken richteten in dieser Zeit ein eigenes Reisebüro – „Falkenreisen“ – ein. Sie unterhielten Kontakte zum Komsomol und zur FDJ und organisierten Delegationsreisen in die Sowjetunion.
Seit 1960 wurden die Großzeltlager der Falken vom Land Berlin finanziert. Dies fand 1969 jedoch ein Ende, als es zum Sexskandal um eins dieser Lager (das sogenannte „Sündencamp“) kam. Bei der im gleichen Jahr stattfindenden Bundestagswahl beteiligten sich einzelne Falken am Wahlbündnis Aktion Demokratischer Fortschritt.

### Nach der Wiedervereinigung
| Jahr      | Vorsitzende                       |
| --------- | --------------------------------- |
| –2003     | Marten Jennerjahn                 |
| 2003–2006 | Veit Dieterich                    |
| 2006–2013 | Sven Frye                         |
| 2013–2017 | Josephin Tischner Immanuel Benz   |
| 2017–2021 | Alma Kleen Jana Herrmann          |
| 2021–2022 | Alma Kleen Loreen Schreck         |
| 2022-2025 | Karl Müller-Bahlke Loreen Schreck |
| Seit 2025 | Micki Börchers Jonathan Schweizer |

1990 wurden die fünf ostdeutschen Landesverbände neu gegründet.
Durch den Asylkompromiss von 1992 und die Politik der rot-grünen Regierung von 1998 bis 2005 mit den Kriegen im Kosovo und in Afghanistan sowie den Hartz-Reformen gerieten die Falken erneut in Konflikt mit den Positionen der SPD. Der Unvereinbarkeitsbeschluss, wonach eine Falken-Mitgliedschaft mit der in einer anderen Partei als der SPD untersagt war, wurde im Oktober 2011 vom Bundesausschuss aufgehoben.
Im Januar 2011 wurde im ehemaligen Wohnhaus der Sozialistin Luise Kautsky das Luise-und-Karl-Kautsky-Haus in der Berliner Saarstraße, als Bundesgeschäftsstelle und Bildungsstätte der Sozialistischen Jugend Deutschlands – Die Falken eröffnet.
2012 schloss sich die SJD – Die Falken dem Bündnis Umfairteilen an. 2013 wurde auf der 35. Bundeskonferenz der Falken erstmals eine Doppelspitze, bestehend aus Immanuel Benz und Josephin Tischner gewählt. Damit stand nach 109 Jahren Verbandsgeschichte erstmals auch eine Frau an der Spitze des Verbandes. Im Jahr 2017 wurde der Landesverband NRW der SJD – Die Falken in der Zeit erwähnt, als im Zuge des G20-Gipfels in Hamburg ein Bus anreisender Falken von der Polizei durchsucht und in eine Gefangenensammelstelle gebracht wurde. Dort wurden die teils minderjährigen Insassen des Busses für 4,5 Stunden festgehalten, einige mussten sich komplett ausziehen. Einen späteren Prozess gegen diese Vorgehensweise der Polizei gewann der Landesverband.
Anlässlich des zehnten Jahrestages des Anschlages in Oslo und auf Utøya auf das Zeltlager des norwegischen Schwesterverbandes Arbeidernes Ungdomsfylking und vor dem Hintergrund des NSU, der Anschläge in Halle, Hanau und Kassel und rechter Angriffe auf Strukturen des eigenen Verbandes, unter anderem des Anton-Schmaus-Hauses der Falken Neukölln, befassten sich die Falken seit 2020 verstärkt mit rechtem Terror. Im Rahmen des Projekts „Gegen rechten Terror“ entstand so eine Website mit Informationen und Audiomaterial zu dem Anschlag.
2023 beschloss die Bundeskonferenz nach mehrjährigem Diskussionsprozess den Austritt aus dem sozialistischen Jugend-Dachverband Young European Socialists (YES), dem die SJD – Die Falken bis dahin als Mitgliedsorganisation angehört hatte. Grund für den Austritt war nach Meinung der Falken ein Mangel an Demokratie und Transparenz bei YES.

## Inhaltliches Profil

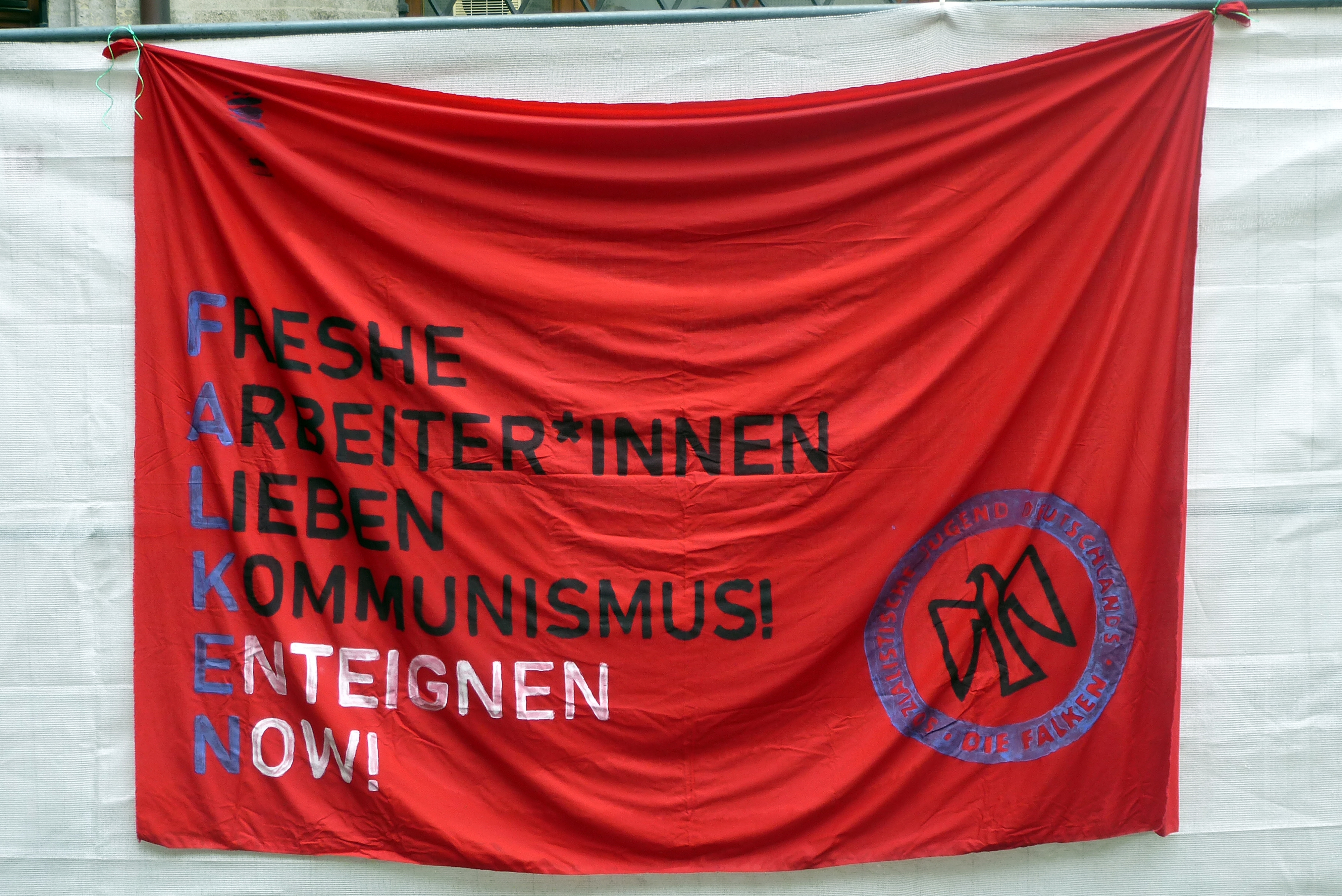
Transparent der Falken beim Arbeiterkampftag in München

Die SJD – Die Falken ist ein politischer Kinder- und Jugendverband. Proklamiertes Ziel ist es, Kinder und Jugendliche auf sozialistischer Grundlage zu selbstbewussten und kritischen Persönlichkeiten aufwachsen zu lassen. Die Kinder sollen ihre eigenen Interessen erkennen und formulieren können.
Ein weiterer Schwerpunkt ist die politische Vertretung der Bedürfnisse und Rechte von Kindern und Jugendlichen im politischen Raum. Die Falken berufen sich auf den demokratischen Sozialismus. Sie  waren Mitglied der Zentralstelle für Recht und Schutz der Kriegsdienstverweigerer aus Gewissensgründen, bis diese aufgrund des Wegfalls des Zivildienstes infolge der Aussetzung der Wehrpflicht sich in der Mitgliederversammlung vom 15. Mai 2011 selbst auflöste.
Die praktische Arbeit findet zumeist vor Ort in Gruppen oder Jugendzentren (Falkenhäusern) statt. Jährliche Höhepunkte sind unter anderem Ferienfahrten, v. a. Zeltlager im In- und Ausland. Den Falken stehen eine Vielzahl eigener Häuser und Zeltplätze zur Verfügung. Jugendleiter bei den Falken nennen sich selber HelferInnen, um zu verdeutlichen, dass sie da sind, um die Kinder und Jugendlichen bei der Selbstorganisation zu unterstützen, und nicht nur ein Programm anbieten, das konsumiert werden kann. Zur Zeltlager-Grundausstattung gehört ein Falken-Liederbuch mit Falken-Liedern, Kinderliedern, Arbeiterliedern und Friedensliedern.

## Mitgliedschaft
Die Falken stehen allen offen. Kinder können ab dem Alter von sechs Jahren Mitglied werden und besitzen bereits das aktive Wahlrecht. Das Recht, sich zur Wahl zu stellen, um gewählt werden zu können (passives Wahlrecht), erhält man mit 14 Jahren.
Die Falken stehen, jedenfalls historisch betrachtet, der SPD nahe, sind aber parteiunabhängig. Eine Mitgliedschaft in einer anderen Partei als der SPD war allerdings aufgrund des „Leverkusener Beschlusses“ 1971 bis zum Bundesausschuss 2011 in Leipzig mit einer aktiven Mitgliedschaft bei den Falken unvereinbar. Seit 2011 ist wieder offiziell eine Mitgliedschaft in einer anderen Partei als der SPD möglich, wobei im entsprechenden Beschluss die Einbettung der Falken in die sozialdemokratische Bewegung hervorgehoben wird.

## Organisation
Die Arbeit der Kinder- und Jugendgruppen findet in den Ortsverbänden statt. Diese sind zu Kreisverbänden oder Unterbezirken zusammengefasst. Auf Landesebene bestehen Bezirke und Landesverbände.
Um die Kinder- und Jugendarbeit strukturell zu trennen, bestehen zwei Ringe. Die Kinderarbeit findet im F-Ring (Falken-Ring, 6–15 Jahre) statt. Die Jugendarbeit findet im SJ-Ring (Sozialistischen Jugend-Ring, 15 Jahre und älter) statt. In einigen Kreis- oder Bezirksverbänden gibt es zusätzlich einen RF-Ring (Rote-Falken-Ring), welcher den Übergang zwischen F- und SJ-Ring darstellt.
Die Falken unterhalten seit 1975 die Jugendbildungsstätte Kurt Löwenstein in Werftpfuhl sowie das Sozialistische Bildungszentrum – Salvador-Allende-Haus in Oer-Erkenschwick als Bundesbildungsstätten.
Die dreimal im Jahr erscheinende Zeitschrift des Bundesverbandes für Jugendliche heißt AJ – Die andere Jugendzeitschrift (Zurückgehend auf die 1909 erstmals erschienene AJ – Arbeitende Jugend) und für die Kinder gibt es die Freundschaft. Mit der Ausgabe 02-2021 erfolgte eine Umbenennung in aj – die Arbeiter*innenjugend!, um der thematischen Schwerpunktverschiebung auf Klasse auch in der Außenwirkung Gewicht zu verleihen.

## Symbole
Die Falken haben mit blauem Falkenhemd und rotem Tuch eine eigene Kluft, die jedoch nicht von allen Mitgliedern getragen wird. Das blaue Hemd soll auf die Verwurzelung des Verbandes in der Arbeiterbewegung, das rote Tuch auf die Verbindung zum Sozialismus und zu den Gewerkschaften hinweisen. Oft wird statt des Rottuches auch eine rote Kordel getragen. Symbol des Verbandes (oft auf den Hemden oder den Fahnen zu sehen) ist der rote Falke.
Der Gruß der Falken innerverbandlich wie nach außen lautet Freundschaft.

## Standpunkte
Der Verband unterstützt die Gewerkschaften bei dem Kampf gegen Arbeitslosigkeit, Rechtsextremismus und Umweltzerstörung. Er ist für mehr Demokratie, Gesamtschule, „wirkliche Gleichberechtigung“ und fordert genügend nicht-kommerzielle Freizeitmöglichkeiten für Kinder und Jugendliche.
Im Zuge der Debatte um die „Zeitenwende“ 2022 stellten sich die Falken gegen die Aufrüstung der Bundeswehr und gegen eine befürchtete Militarisierung der Gesellschaft.

## Skandale
Gegenstand eines Skandals und einer öffentlichen Kontroverse wurden die Falken, als im Sommer 1969 die Betreuer einer Ferienfreizeit mit 1700 Kindern und Jugendlichen ihrer Verantwortung nicht gerecht wurden. Sie führten Pornofilme vor, hoben ohne Wissen und Einverständnis der Eltern die Geschlechtertrennung in den Zelten auf, richteten gemischte Duschen ein und tolerierten sexuelle Handlungen zwischen den Teilnehmenden. Aus dem „Sündencamp“ wurde bis in das Jahr 1970 hinein ein „Politikum ersten Ranges“, über das schließlich auch das Berliner Abgeordnetenhaus debattierte. Die Boulevardpresse berichtete monatelang über „Sex-Kommunisten“.